# Djongoré
Djongoré (auch: Diangoré, Diongeré, Diongoré, Djangoré, Dyongoré) ist ein Dorf in der Landgemeinde Tamou in Niger.

## Geographie
Das Dorf liegt am rechten Ufer des Flusses Goroubi. Es befindet sich rund 23 Kilometer nordöstlich des Hauptorts Tamou der gleichnamigen Landgemeinde, die zum Departement Say in der Region Tillabéri gehört. Zu den Siedlungen in der näheren Umgebung von Djongoré zählen Tiantiargou im Nordwesten, Dokimana im Nordosten, Bokki im Osten und Djabou im Südosten.
Es herrscht das Klima der Sudanzone vor, mit einer durchschnittlichen jährlichen Niederschlagsmenge zwischen 600 und 700 mm.

## Geschichte

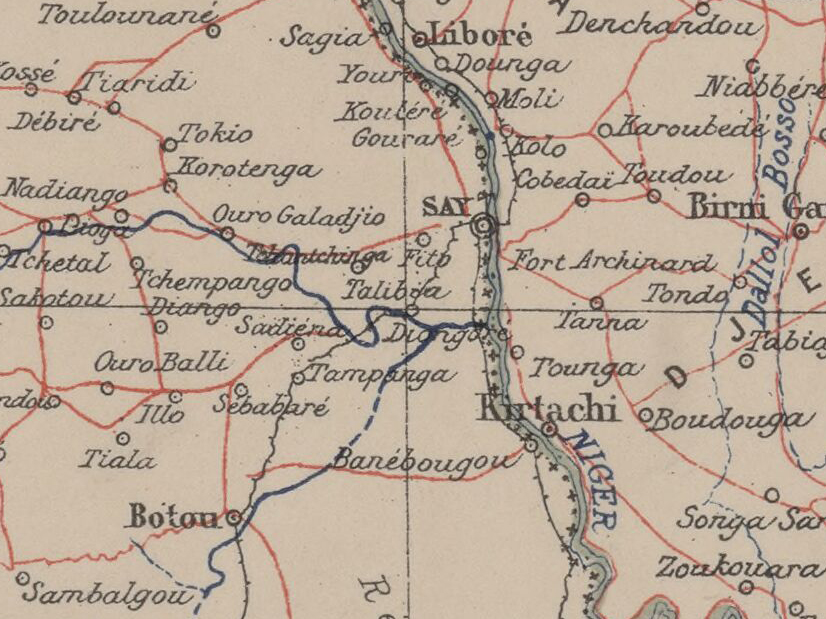
Ausschnitt einer Karte von 1903 mit Djongoré (Diongoré) im Zentrum

Djongoré war der Sitz eines alten autonomen Emirats, das wie die Nachbar-Emirate Balla, Dantchandou und Weil Souldou im 19. Jahrhundert dem Herrschaftsbereich des Kalifats von Sokoto untergeordnet wurde. Djongoré wurde wie weitere Orte in der Region von der Fulbe-Untergruppe Fetobé besiedelt. Die Fetobé stammten ursprünglich aus dem Massina und hatten sich im Dorf Hondey Zéno niedergelassen.
Im Zuge der Besetzung der späteren Niger-Kolonie richtete Frankreich am 1. Oktober 1902 in Djongoré einen Kanton ein, der als Teil des autonomen Kreises Say zunächst zur Kolonie Dahomey gehörte. Der Kanton Djongoré wurde 1932 aufgelöst und sein Gebiet dem Kanton Tamou angeschlossen.
Das Dorf befand sich ursprünglich an der Kreuzung der Route Niamey–Tamou mit dem Fluss Goroubi und wurde aus unbekannten Gründen mehrere Kilometer versetzt. Untersuchungen in den 1960er Jahren zufolge war das Gebiet zwischen den Flüssen Goroubi und Mékrou das wichtigste Zentrum der vernachlässigten tropischen Krankheit Onchozerkose in Niger. Auch das Dorf Djongoré war davon betroffen. Möglicherweise war die Onchozerkose ein Grund für die Versetzung des Dorfes. Eine andere Vermutung ist eine Verwüstung der Felder am ursprünglichen Standort durch Elefanten.
Der von 1974 bis 1987 amtierende Staatschef Seyni Kountché ernannte einen aus Djongoré stammenden Mann aus der Familie Diallo zum Kantonschef von Tamou. Das Amt war zuvor von einem Angehörigen der Familie Djoffo wahrgenommen worden. Dies führte zu gewaltsamen Konflikten zwischen beiden Familien, bei denen 1992 staatliche Sicherheitskräfte einschreiten mussten, um die Ordnung wieder herzustellen. Der Kantonschef übersiedelte daraufhin in die Hauptstadt Niamey.

## Bevölkerung
Bei der Volkszählung 2012 hatte Djongoré 1479 Einwohner, die in 173 Haushalten lebten. Bei der Volkszählung 2001 betrug die Einwohnerzahl 763 in 79 Haushalten und bei der Volkszählung 1988 belief sich die Einwohnerzahl auf 681 in 93 Haushalten.
In ethnischer Hinsicht leben Fulbe im Dorf.

## Wirtschaft und Infrastruktur
Es gibt eine Schule im Dorf. Das nigrische Unterrichtsministerium schuf 1996 gemeinsam mit dem Welternährungsprogramm der Vereinten Nationen zahlreiche Schulkantinen in von Ernährungsunsicherheit betroffenen Zonen, darunter eine für Kinder transhumanter Hirten in Djongoré. Im Ort wird Saatgut für Augenbohnen produziert.